# Cono de Abrams

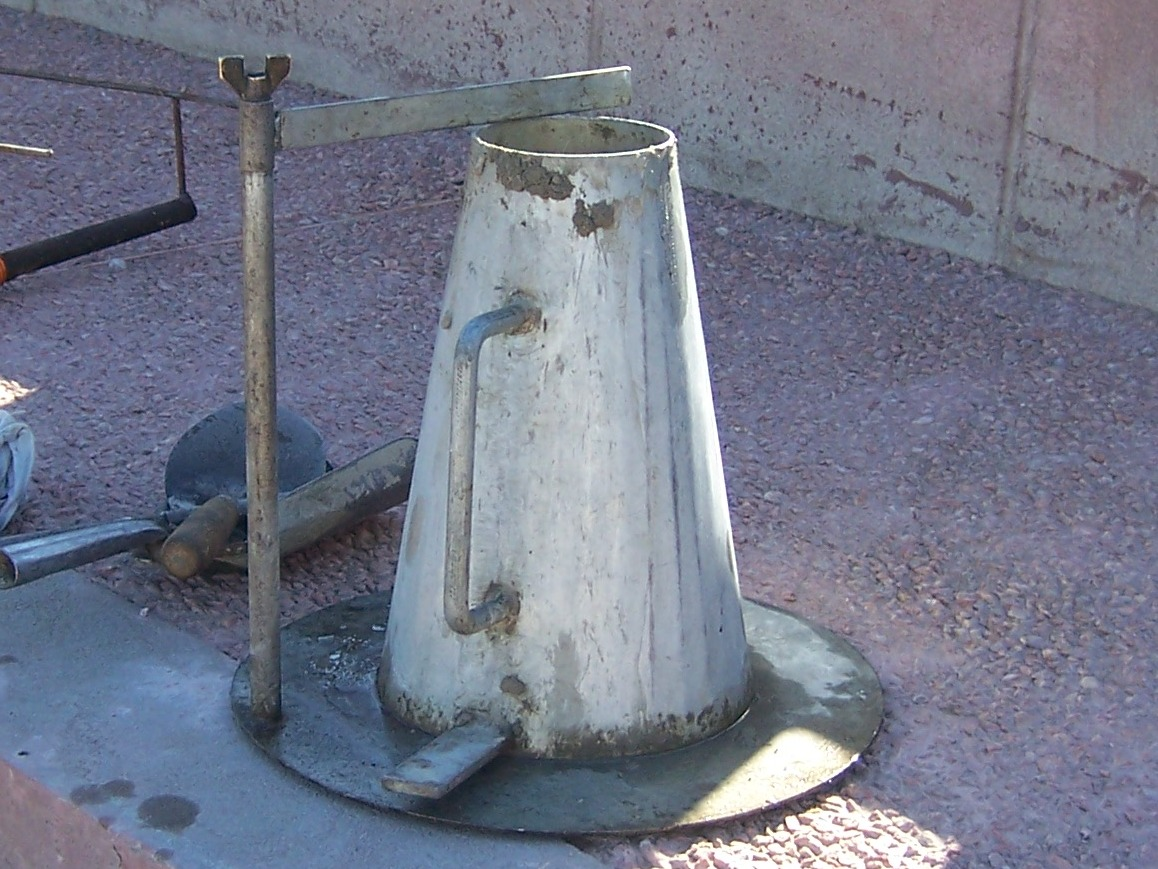
Cono de Abrams con todos sus elementos: el molde troncocónico, un asa y la plancha de sujeción.

El cono de Abrams es un instrumento metálico que se utiliza en el ensayo que se le realiza al hormigón en su estado fresco para medir su consistencia ("fluidez" o "plasticidad" del hormigón fresco).
El ensayo consiste en rellenar un molde metálico troncocónico de dimensiones normalizadas, en tres capas apisonadas con 25 golpes de varilla – pisón y, luego de retirar el molde, medir el asentamiento que experimenta la masa de hormigón colocada en su interior.
Esta medición se complementa con la observación de la forma de derrumbamiento del cono de hormigón mediante golpes laterales con la varilla – pisón.

## Procedimiento

### Llenado

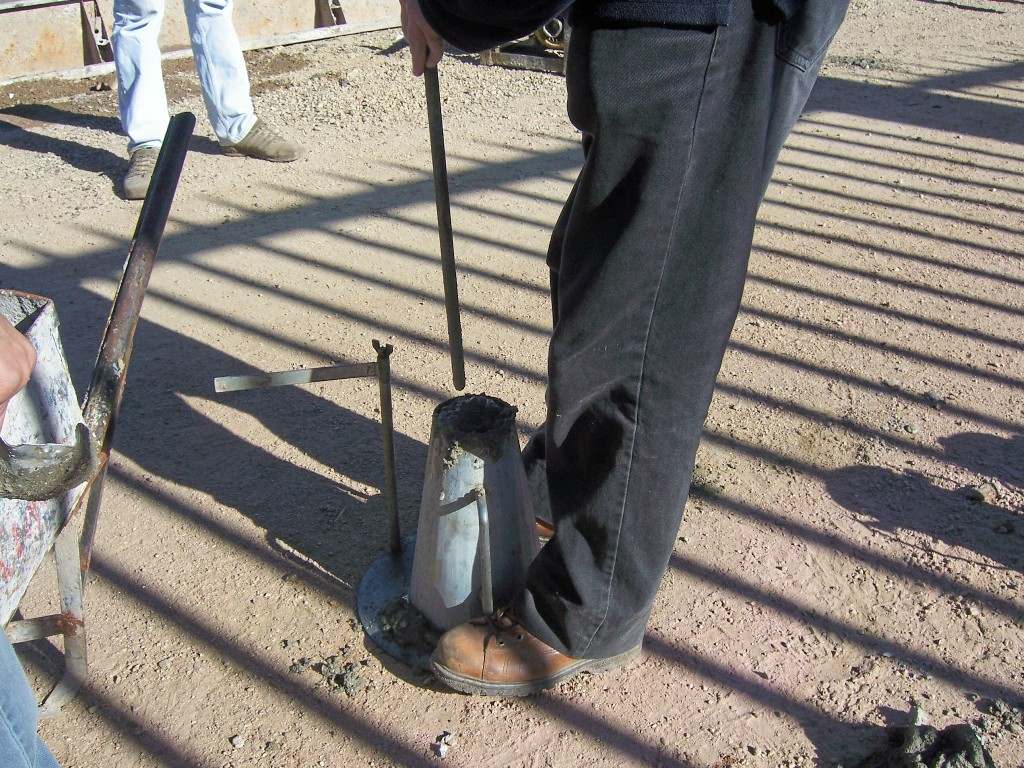
Llenado.

La cantidad de hormigón necesaria para efectuar este ensayo no será inferior a 8 litros.
- Se coloca el molde sobre la plancha de apoyo horizontal, ambos limpios y humedecidos solo con agua. No se permite emplear aceite ni grasa.
- El operador se sitúa sobre las pisaderas  evitando el movimiento del molde durante el llenado.
- Se llena el molde en tres capas y a la primera capa se dan 25 golpes con la varilla-pison, segunda 25 golpes y la tercera 25 golpes para que la muestra no agriete después

La capa inferior se llena hasta aproximadamente 1/3 del volumen total y la capa media hasta aproximadamente 2/3 del volumen total del cono, es importante recalcar que no se debe llenar por alturas, sino por volúmenes.

### Apisonado
Al apisonar la capa inferior se darán los primeros golpes con la varilla-pisón ligeramente inclinada alrededor del perímetro. Al apisonar la capa media y superior se darán los golpes de modo que la varilla-pisón hasta la capa subyacente. Durante el apisonado de la última capa se deberá mantener permanentemente un exceso de hormigón sobre el borde superior del molde, puesto que los golpes de la varilla normalizada producirán una disminución del volumen por compactación.
- Se enrasa la superficie de la capa superior y se limpia el hormigón derramado en la zona adyacente al molde.
- Inmediatamente después de terminado el llenado, enrase y limpieza se carga el molde con las manos, sujetándolo por las asas y dejando las pisaderas libres y se levanta en dirección vertical sin perturbar el hormigón en un tiempo de 5 +/- 2 segundos.
- Toda la operación de llenado y levantamiento del molde no debe demorar más de 2.5 minutos.

### Medición del asentamiento

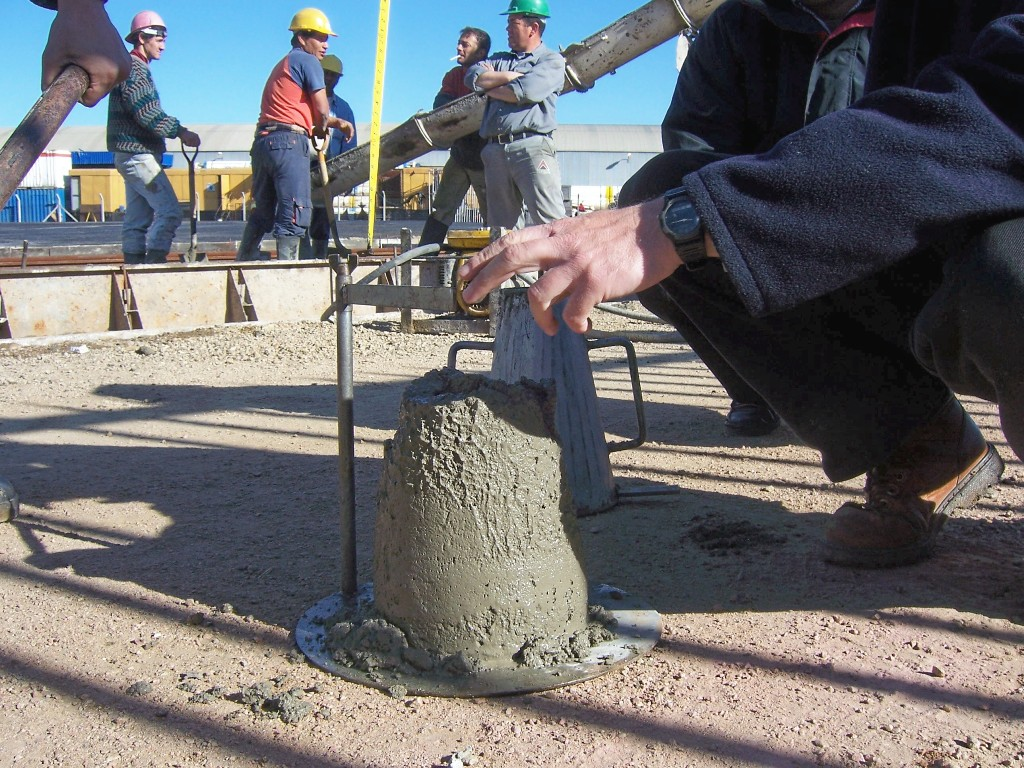
Medición del asentamiento.

Una vez levantado el molde, la disminución de altura del hormigón (asiento) moldeado respecto al molde, será en un primer momento de aproximadamente 5mm. Ensayo Archivado el 22 de abril de 2021 en Wayback Machine. La medición se hace en el eje central del molde en su posición original. En función del asiento total, es posible determinar la fluidez. La normativa española del hormigón (Código Estructural) recoge distintas consistencias en función de dicho asiento, que deberán ser tenidas en cuenta a la hora de hormigonar diferentes sistemas constructivos. Dicha normativa recoge cualitativamente las siguientes consistencias en función del asiento del cono (en cm), con una tolerancia de +/- 1 cm respecto de los siguientes valores:
-De 0 a 2 cm, consistencia seca

-De 3 a 4 cm, consistencia plástica

-De 5 a 9 cm, consistencia blanda

-De 10 a 15 cm, consistencia fluida

-De 16 a 21 cm, consistencia líquida

Según la citada normativa, y salvo en aplicaciones específicas que así se requiera, se debe evitar la aplicación de las consistencias seca y plástica, así como tampoco la líquida, salvo que se consiga mediante aditivos superplastificantes.